# Georgeta Mircea Cancicov
Georgeta Mircea Cancicov (n. 25 mai 1899, Poeni, comuna Godinești,(astăzi comuna Parincea) județul Bacău – d. 16 aprilie 1984, București) a fost o scriitoare română din secolul al XX-lea.

## Biografie
Georgeta Mircea Cancicov s-a născut pe 25 mai 1899, în satul Poeni, comuna Godinești, județul Bacău (astăzi comuna Parincea), în familia boierului Petru Jurgea Negrilești (fiul lui Iordache Giurgia) și a Elenei, născută Crăiescu. Este prima dintre cele patru fiice ale celor doi soți și a primit la naștere prenumele „Maria”, dar și prenumele de botez „Georgeta”. Mama sa, Elena, a fost crescută de unchiul Gheorghe Racoviță, tatăl celebrului savant Emil Racoviță (1868–1947), iar bunicul său patern a fost poetul moldovean Costache Conachi (1777–1849). Între anii 1900 și 1905, se nasc cele trei surori ale scriitoarei, Pierette (Petruța), Paulette Eufrosina (Paulina) și Jeanette (Ioana), iar după nașterea ultimei dintre ele, căsătoria părinților se destramă. Tatăl se va recăsători, iar mama se va retrage la conacul de la Poeni și nu se va mai căsători niciodată. Deși după divorțul părinților, două dintre fete urmau să fie crescute de tată, iar celelalte două, de mamă, printr-o înțelegere amiabilă, vor rămâne toate patru alături de Elena Crăiescu, iar tutorele lor devine însuși Emil Racoviță, văr și fost logodnic al Elenei Crăiescu. Aceasta, reputată pianistă, pleca în fiecare toamnă la Paris, revenind primăvara la moșia sa de la Poeni. Astfel, cele patru fete urmează cursurile Liceului-internat Victor Duruy, aflat în incinta Mânăstirii Sacré–Coeur, instituție a cărei directoare era prietenă cu Poincaré. La cinci ani, Georgeta îl cunoaște la Paris pe George Enescu. Mai târziu, începe să studieze vioara cu acesta, dar și cu Socrat Barozzi și Maximilian Costin, apoi îi cunoaște pe Rodin, Debussy, Djaghilev și Nijinski, pe Anatole France și pe Proust. Își petrecea vacanțele în țară, la Poeni, alături de mama, de surorile sale și de oaspeți celebri precum Enescu, Tonitza ori Racoviță, mergea la Tescani, unde George Enescu locuia alături de soția sa, Maruca Cantacuzino, la conacul tatălui său de la Gioseni sau la castelul de la Fântânele, Hemeiuș al Sophiei de Wied, prietena sa, al cărei soț va deveni regele Albaniei sau la Bacău, unde mama sa avea o altă proprietate.
În 1916, pleacă la Paris prin Odessa, alături de Misiunea Franceză din România, nu-și definitivează studiile muzicale, trece printr-o scurtă și eșuată căsnicie, iar în 1926, se recăsătorește la Poeni cu Mircea Cancicov,  strălucit magistrat, profesor universitar al Facultății de Drept din București, politician proeminent, deputat liberal și ministru de finanțe  guverne conduse de Tătărescu și de Antonescu. Născut la Bacău, în 1884, Mircea Cancicov a fost coleg de liceu cu George Bacovia, a studiat Dreptul la București și apoi la Sorbona. Datorită lui, Georgeta Mircea Cancicov începe să scrie literatură. Călătorește în Anglia, între anii 1928 și 1935 și cunoaște îndeaproape viața și tradițiile acestui popor, despre care va scrie în romanul „Cliffside”, rămas nepublicat.
În 1936, întoarsă acasă, la Bacău, îl are ca oaspete pe Liviu Rebreanu care citește câteva dintre scrierile ei și conchide că merită să fie publicate.
Astfel începe cariera literară a Georgetei Mircea Cancicov, tulburată de evenimentele politice care s-au petrecut după Al Doilea Război Mondial în România, odată cu venirea la putere a regimului comunist. Casa tatălui scriitoarei, Petru Jurgea, este distrusă de țărani, ca în „Răscoala” lui Rebreanu, sunt naționalizate proprietățile întregii sale familie, iar soțul scriitoarei este arestat pe 5 octombrie 1946 și condamnat pentru crimă de război, trecând printre alte locuri de detenție și cumplitele temnițe de la Aiud și de la Râmnicu-Sărat, unde a și murit în 1959.
Rămasă singură și într-o situație financiară precară, scriitoarea se stabilește la București, într-un modest apartament, unde se va stinge din viață la 85 de ani, pe 16 aprilie 1984. A fost înmormântată într-un cimitir din Cartierul Berceni și reînhumată în 2000 la Cimitirul Bellu din București. Despre vicisitudinile vieții dar și despre spiritul tânăr al scriitoarei scrie și Liana Cozea
„Soția ministrului de finanțe, Mircea Cancicov, din guvernul lui Antonescu, care murise în închisoare, învinsese anii, vicisitudinile și mizeria. Spiritul îi era tânăr, fraza ironică, vorba sprintenă și intactă capacitatea de a rămâne mereu un homo ludens, ca în cărțile sale. Prozatoarea nu a frecventat cenaclurile literare ale vremii, dar pentru talentul ei de o factură aparte, pentru pitorescul narațiunii și farmecul relatării, dar și pentru fraza ei cu gustul prospețimii și oralitatea stilului ei a fost apreciată de G. Călinescu, fiind una dintre puținele prozatoare interbelice căreia îi consacrase un capitol în «Istoria…» sa.”—Liana Cozea, în articolul „Domniile lor, Doamnele scriitoare”
O impresie deosebită a lăsat scriitoarea și asupra lui George Călinescu
„Îndemînarea la scris a autoarei este învederată şi impresia generală e de ceva care depăşeşte mult realitatea. E un realism fantastic, demonic, de un sălbatic humor. Dealtfel, observatorul comun simplifică, reducînd totul la noțiuni, în vreme ce aci ochiul surprinde cu inteligență exoticul. Cîteodată, e drept, maliția cade în bufonerie și se abuzează de coloarea verbală. Talentul scriitoare se revelă însă în siguranța cuvântului care definește. Prozatoarea vede idilicul mărunt...”—George Călinescu, Istoria literaturii române...
În nr. 17 al revistei „România literară”, apărut pe 26 aprilie 1984, reputatul critic literar G. Dimisianu a publicat un emoționant necrolog al scriitoarei, scriind:   „ Trecuse prin lumi cu totul altele Georgeta Mircea Cancicov și cine o asculta amintindu-și, în anii târzii, despre viața ei de odinioară se simțea transportat, parcă, într-un orizont de miraje. [...] Această aristocrată a înfățișat lumea satului moldovenesc cu un simț al aderenței ieșit din comun și cu neașteptate intuiții moderne de viziune literară. [...]Iar cine până mai ieri, dorind să o viziteze pe Georgeta Mircea Cancicov, se îmbarca în uruitorul lift cu grilaje al imobilului din Pasajul Victoria, o afla trăind de mulți ani într-o ciudată ambianță de vestigii. Printr-un coridor obscur, fără iluminare directă, puteai ajunge, la capăt, într-o încăpere ale cărei ferestre dădeau către palatul telefoanelor. Intrat, sufletul ți se tulbura la vederea acelei îngrămădiri de obiecte care altădată, într-un alt cadru, participaseră la făurirea iluziei că viața poate fi o sărbătoare necurmată. Piese desperecheate de mobilier scump, fragmente de goblenuri, porțelanuri, statuete, lampioane îmbrăcate în mătăsuri, dantelării îngălbenite, un bric-à-brac în mijlocul căruia scriitoarea, ascultând necontenit muzică la un radio el însuși o relicvă, așternea zilnic, febril, zeci de pagini. se adunau în teancuri în dreapta ei: povestiri, memorii, romane. Ce se vor fi făcut, ce va fi cu ele? Nu știu:”

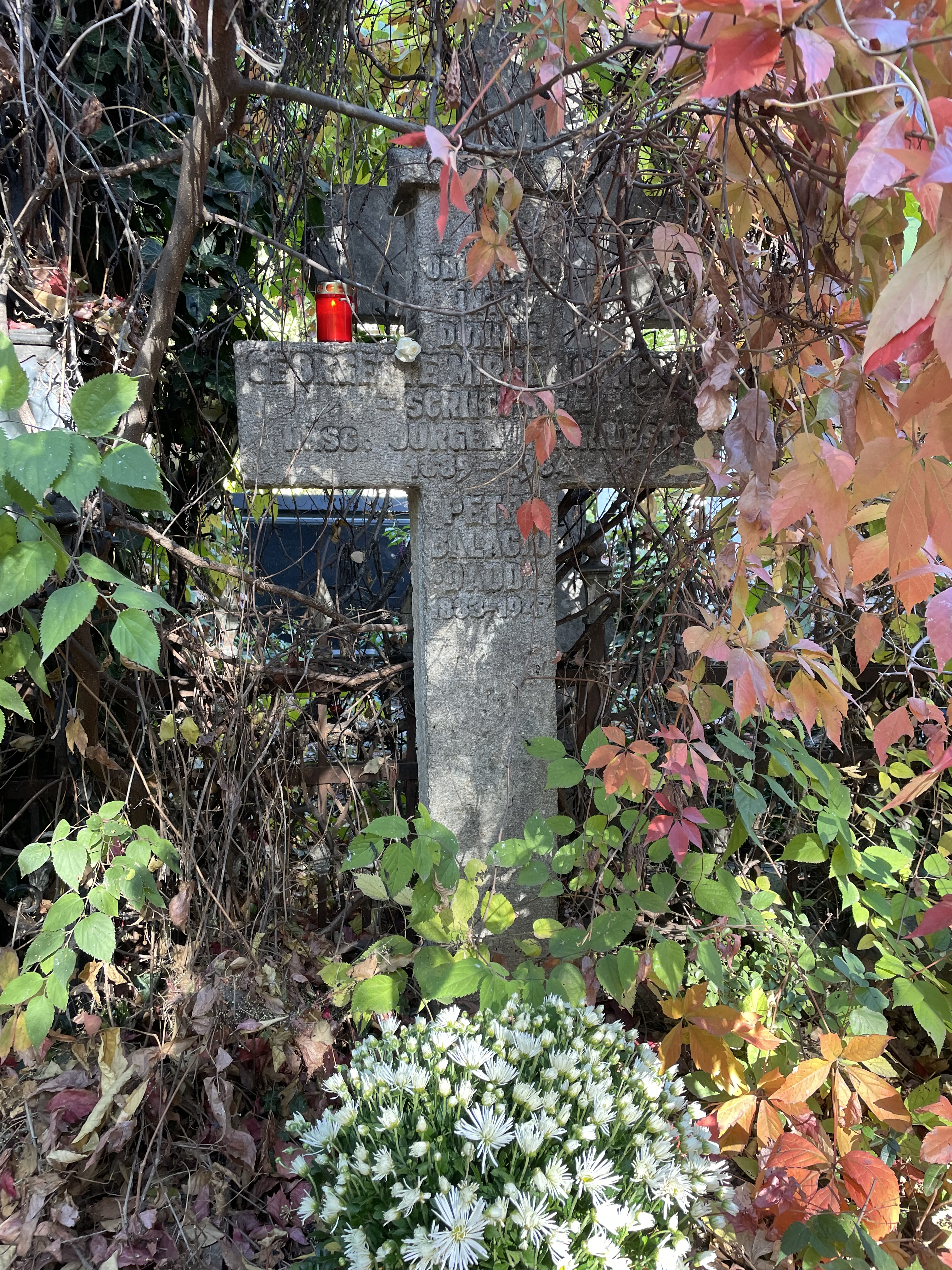
Mormântul scriitoarei de la Cimitirul Bellu

Manuscrisele care au aparținut scriitoarei au fost predate după moartea sa, Muzeului Național al Literaturii Române.

## Debutul literar
Colaborează la:
- „Viața Românească”
- „Revista Fundațiilor Regale”
- „Universul literar”
- „Adevărul literar și artistic”
- „Ateneu”
- „România literară”
- „Luceafărul ”.[6]

Georgeta Mircea Cancicov a început să scrie încurajată de soțul să și să publice la sfatul lui Liviu Rebreanu, după cum mărturisește într-un interviu („Luceafărul”, 20 septembrie 1975)
A debutat în 1936, cu placheta Un vis, un poem în proză, dedicat prietenei sale Sophia de Schönburg–Waldenburg, căsătorită cu Prințul Wilhelm de Wied, suveran al Albaniei. Placheta a fost ilustrată de sora scriitoarei, Jeanette (Ioana) Jurgea, devenită pictoriță. Ea a semnat și ilustrațiile altor scrieri ale Georgetei Mircea Cancicov, dar și ediții din operele lui Ion Creangă, Petre Ispirescu ori Henrik Ibsen.
A fost apreciată de George Călinescu pentru autenticitatea observației asupra țăranului moldovean, privit dintr-o altă perspectivă decât cea idilică, devenită clasică.

## Opera literară
- Un vis. Poem în proză - 1936
- Poeni. Din viața satului meu. Povestiri - 1938
- Moldovenii. Din viața satului meu . Povestiri - 1938
- Cântare timpului. Poeme. - 1940
- Pustiuri. Nuvelă - 1942
- Dealul Perjilor. Povestiri - 1946
- Amurg. Roman - 1967
- Pustiuri. Povestiri - 1969
- Călătorul. Nuvele - 1971
- Poeni. Moldovenii. Povestiri - 1972
- Îndrăgostitele. Povestiri - 1975
- Povestiri - 1979
- Din viața văilor. Nuvele și povestiri - 1984